# Matthew Rossiter
Matthew Rossiter (25 settembre 1989) è un canottiere britannico.

## Biografia
Si è laureato campione europeo nei quattro senza agli europei di Lucerna 2019, gareggiando con i connazionali Rory Gibbs, Oliver Cook e Sholto Carnegie. Lo stesso anno, ai mondiali di Linz-Ottensheim 2019 ha vinto la medaglia di bronzo, sempre nella specialità quattro senza, con Oliver Cook, Rory Gibbs e Sholto Carnegie.

## Palmarès
- Campionati del mondo di canottaggio

Sarasota 2017: bronzo nel quattro senza
Linz-Ottensheim 2019: bronzo nel quattro senza.
- Campionati europei di canottaggio

Lucerna 2019: oro nel quattro senza.
Varese 2021: oro nel quattro senza.